# Narodni park Obala okostij
Narodni park Obala okostij je narodni park na severozahodu Namibije z najbolj nedostopno obalo, posejano z ladijskimi razbitinami. Park je bil ustanovljen leta 1971 in meri 16.845 km². Razdeljen je na severni in južni del, ki je odprt za obiskovalce z vozili s štirikolesnim pogonom. Lahko se peljejo navzgor (sever) do reke Ugab (tam je znak z lobanjo, ki opozarja, da se ne sme naprej). 

## Izvor imena
Ime parka je povezano z znanimi ladijskimi razbitinami in drugimi zgodbami mornarjev, ki korakajo sto kilometrov po neobljudeni pokrajini Namibiji, ker iščejo hrano in vodo.
 Skeleton Coast  je naslov knjige Johna Henryja Marsha, v kateri pripoveduje o potopu Dunedin Star. Ker je bila knjiga prvič objavljena leta 1944, je postal tako slaven, da se obala zdaj sklicuje na Skeleton Coast in je zapisana kot uradno ime na mnogih zemljevidih. Ime je povezano z množico kosti, ki so ostale od lova na kite in tjulnje. Danes je lov ostro obsojen kot neustrezen. Med Bušmani je znana kot božja zemlja, Portugalci so mislili, da so vrata pekla.
Odkar so Evropejci odkrili jadranje, so se ladje razbijale na skalah ob njeni obali ali se izgubile v megli.

## Divjina
Ne samo veliki sesalci, ki lahko živijo v puščavskem okolju, ali plazilci, tu so tudi endemična bitja, kot je Gerrhosaurus skoogi, kuščar z oklepom, ki živi v peščenih sipinah v bližini morja in išče rastline. Ta presenetljivi plazilec je lahko dolg 30 centimetrov in tehta 120 gramov.
Ustje reke Kunene je najjužnejša točka za vzrejo zelene želve, ki je velika približno 1 meter. Reka je tudi dom najjužnejše afriške želve z mehko lupino, ki ima dolg in širok vrat, a je lahko napadalna.
V narodnem parku Obala okostij so opazili 247 vrst ptic, tudi damarsko čigro, ki gnezdi na prodnih ravninah blizu obale.

## Dostop do parka
Obiskovalci narodnega parka Obala okostij smejo ostati v parku od sončnega vzhoda do sončnega zahoda, dovoljenje dobijo za dva vstopa, eden je od reke Ugab na jugu in drugi na vzhodu Springbokwasser. Ekološko najobčutljivejši del severno od zaliva Terrace je nedostopen za javnost, vstop je strogo omejen. 

## Upravljanje parka
Dve ustanovi upravljata narodne parke v Namibiji: Namibian Wildlife Resorts in Ministrstvo za okolje in turizem.
- Namibian Wildlife Resorts (NWR) je državna ustanova in skrbi za nastanitve ljudi.
- Ministrstvo za okolje in turizem (MET) upravlja narodne parke in skrbi za ohranjanje življenja živali v parku.

## Opomba
Ta park je vključen v park Iona – čezmejno zavarovano območje Obala okostij.